# Partners (estátua)
Partners Statue é uma estátua de bronze criada em 1993 por Blaine Gibson representando Walt Disney segurando a mão de seu personagem mais popular, Mickey Mouse. A estátua mede 1,95 metros de altura, dezessete centímetros mais alta que o próprio Walt Disney. A estátua é o ponto central da atenção das pessoas quando elas passam por ela ao entrar em certos parques da Disney. Gibson levou um ano para esculpir a obra. Gibson usou um busto de Walt Disney criado em 1960 como modelo para a metade da escultura. Gibson, no entanto, teve que ser um pouco mais criativo ao esculpir as mãos unidas de Disney e Mickey. Ele usou o filme de 1940 Fantasia como uma referência e exemplo popular do rato, que apertou a mão do compositor do filme, Leopold Stokowski.
Há especulações sobre a mão de Disney na escultura, que é levantada para frente. Muitos acreditam que seu braço está levantado como se estivesse mostrando a Mickey o que veio de seu sonho. Gibson disse: “Eu escolhi retratar Walt como ele era em 1954. Acho que foi quando Walt estava no auge. Foi difícil tentar combinar a imagem da mídia de Walt Disney, a que o público conhece, com o verdadeiro Walt, o que conhecíamos. Acho que Walt está admirando o parque e dizendo para Mickey: "Veja o que fizemos juntos", porque, na verdade, eles faziam parte de tudo. "Veja todas as pessoas felizes que vieram nos visitar hoje." Um esboço inicial da Partners Statue apresentava o Mickey segurando uma casquinha de sorvete na mão.

## Escultor

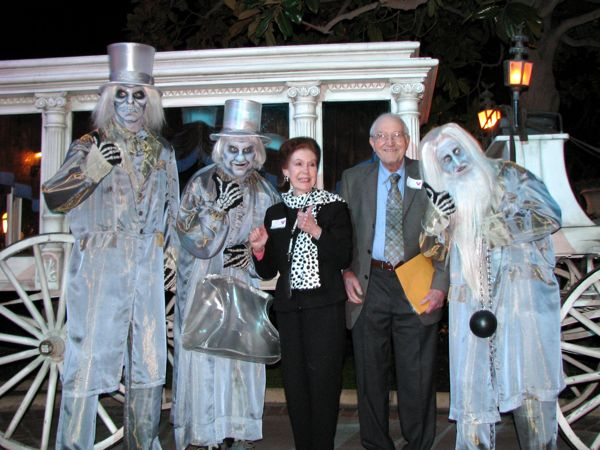
Blaine Gibson cercado por atores retratando suas criações na The Haunted Mansion (en)

Blaine Gibson (11 de fevereiro de 1918 — 5 de julho de 2015) nasceu em uma pequena fazenda em Rocky Ford, Colorado. Depois de terminar o ensino médio, Gibson cursou a Universidade do Colorado. Quando Gibson tinha 21 anos, ele solicitou uma vaga na Disney. Ele se inscreveu pelo correio, solicitando informações sobre qualquer oportunidade de emprego no Walt Disney Studios. Ele recebeu uma resposta, explicando que um aplicação poderia ser feita pelo correio e incluir um desenho nela. Sua ilustração, retratando um garotinho ordenhando uma vaca e esguichando o leite na boca de um pequeno gato, deu a ele um trabalho de animador de efeitos na Walt Disney Studios em 1939. Desenho foi o foco de sua carreira por muitos anos como um Imagineer na Disney.
Gibson é mais conhecido por suas animações em Fantasia, Bambi, A Canção do Sul, Alice no País das Maravilhas, Peter Pan, Bela Adormecida e One Hundred and One Dalmatians. Depois de dez anos, Gibson tornou-se assistente de animação de Frank Thomas. Enquanto Gibson teve muito sucesso na arte da animação, esculpir sempre foi sua paixão. Ele projetava e animava no trabalho e fazia aulas no Pasadena City College para aperfeiçoar suas técnicas de escultura. Logo, a Disney se interessou pelas esculturas de Gibson e o designou para o Projeto Disneyland. A partir daí, a Disney fez Gibson esculpir de tudo. Alguns de seus trabalhos mais notáveis são os piratas na atração “Piratas do Caribe”, os fantasmas e ghouls do passeio “Mansão Assombrada”, os pássaros na atração “Tiki Room”, e os filhos do “É um Pequeno Passeio mundial. Ele também esculpiu o busto dos presidentes no Hall of Presidents, com exceção do busto de Barack Obama. Após sua aposentadoria em 1983, Gibson foi consultado sobre o busto de Barack Obama para o Hall. Ele morreu de insuficiência cardíaca aos 97 anos em 5 de julho de 2015 em Montecito, Califórnia, EUA.

## Localizações
A estátua original está localizada em frente ao Castelo da Bela Adormecida, na Disneyland. A estátua foi revelada pela primeira vez em 1993 no parque da Disneyland no 65º aniversário do nascimento de Mickey Mouse, em 18 de novembro. A placa abaixo da estátua na Disneyland cita Walt Disney dizendo: "Acho que, acima de tudo, o que eu quero que a Disneyland seja é um lugar feliz... onde pais e filhos possam se divertir... juntos". Partners foi recriado no Magic Kingdom do Walt Disney World e colocado no parque em 19 de junho de 1995. A placa abaixo da estátua no Magic Kingdom, no Walt Disney World, usa uma citação ligeiramente diferente: "Acreditamos em nossa ideia: um parque familiar onde pais e filhos possam se divertir — juntos". Existem agora cinco locais onde a estátua Partners está localizada. A terceira estátua foi colocada no Tokyo Disney Resort na Disneylândia de Tóquio em 15 de abril de 1998. A quarta estátua está localizada no Walt Disney Studios em Burbank, Califórnia, colocada em 5 de dezembro de 2001. A estátua final está localizada na Disneyland Paris, no Walt Disney Studios Park, colocada em 16 de março de 2002.
| Localização              | Localização exata        | Dedicação              |
| ------------------------ | ------------------------ | ---------------------- |
| Disneyland Resort        | Disneyland Park          | 18 de novembro de 1993 |
| Walt Disney World Resort | Magic Kingdom            | 19 de junho de 1995    |
| Tokyo Disney Resort      | Tokyo Disneyland         | 15 de abril de 1998    |
| Walt Disney Studios      | Burbank, Califórnia      | 5 de dezembro de 2001  |
| Disneyland Paris         | Walt Disney Studios Park | 16 de março de 2002    |